# 野球ニカラグア代表
野球ニカラグア代表（やきゅうニカラグアだいひょう）は、ニカラグアにおける野球のナショナルチームである。

## 概説
ニカラグアでは野球が盛んで、プロリーグも有する。オリンピック、ワールドカップなど、MLBのトッププロ選手が参加しない大会では好成績を収めてきた。特にワールドカップに関しては、第2回大会から参加し続けている。
オリンピックはアトランタオリンピックに出場。キューバ、アメリカ合衆国、日本とメダルを獲得した国には苦戦したが、それ以外では確実に勝ちを拾い4位に入った。北京オリンピックアメリカ大陸予選は、決勝リーグまで進んだものの7位だった。
2012年は第3回WBC予選に出場したが、コロンビアとパナマに連敗して予選で敗退した。
2015年7月にトップチームの男女がパンアメリカン大会に出場し、男子は6位となった。同年にU12ワールドカップに出場。
2016年は第4回WBC予選に出場したが、予選決勝でメキシコに敗れ予選で敗退した。
2022年9月の第5回WBCには予選B組に参加。敗者復活戦でブラジルに勝利し、本大会に出場を決めた。本大会への出場は初となる。

## 国際大会

### ワールド・ベースボール・クラシック
| 回 | 年   | 開催地                                                                       | 順位            |
| -- | ---- | ---------------------------------------------------------------------------- | --------------- |
| 1  | 2006 | アメリカ合衆国の旗 · 日本の旗 · プエルトリコの旗                             | 不参加          |
| 2  | 2009 | アメリカ合衆国の旗 · 日本の旗 · プエルトリコの旗 · メキシコの旗 · カナダの旗 | 不参加          |
| 3  | 2013 | アメリカ合衆国の旗 · 日本の旗 · プエルトリコの旗 · 中華民国の旗              | 予選敗退        |
| 4  | 2017 | アメリカ合衆国の旗 · 日本の旗 · 大韓民国の旗 · メキシコの旗                  | 予選敗退        |
| 5  | 2023 | アメリカ合衆国の旗 · 日本の旗 · 中華民国の旗                                 | 1次ラウンド敗退 |
| 6  | 2026 | アメリカ合衆国の旗 · 日本の旗 · プエルトリコの旗                             | 出場権獲得      |

### オリンピック
| 回 | 年   | 開催地       | 順位     |
| -- | ---- | ------------ | -------- |
| 26 | 1992 | バルセロナ   | 予選敗退 |
| 27 | 1996 | アトランタ   | 4位      |
| 28 | 2000 | シドニー     | 予選敗退 |
| 29 | 2004 | アテネ       | 予選敗退 |
| 30 | 2008 | 北京         | 予選敗退 |
| 33 | 2021 | 東京         | 予選敗退 |
| 35 | 2028 | ロサンゼルス |          |

### WBSCプレミア12
| 回 | 年   | 開催地                                                | 順位         |
| -- | ---- | ----------------------------------------------------- | ------------ |
| 1  | 2015 | 日本の旗 · 中華民国の旗                               | 参加資格無し |
| 2  | 2019 | 日本の旗 · 中華民国の旗 · 大韓民国の旗 · メキシコの旗 | 参加資格無し |
| 3  | 2024 | 日本の旗 · 中華民国の旗 · メキシコの旗                | 参加資格無し |

### ワールドカップ
| - 1939年 - 準優勝 - 1940年 - 準優勝 - 1941年 - 7位 - 1942年 - 予選敗退 - 1943年 - 予選敗退 - 1944年 - 7位 - 1945年 - 4位 - 1947年 - 3位 - 1948年 - 7位 - 1950年 - 5位 - 1951年 - 5位 - 1952年 - 5位 |  | - 1953年 - 3位 - 1961年 - 7位 - 1965年 - 6位 - 1969年 - 5位 - 1970年 - 8位 - 1971年 - 3位 - 1972年 - 3位 - 1973年 - 準優勝 - 1974年 - 準優勝 - 1976年 - 4位 - 1978年 - 5位 - 1980年 - 予選敗退 |  | - 1982年 - 予選敗退 - 1984年 - 7位 - 1986年 - 予選敗退 - 1988年 - 7位 - 1990年 - 準優勝 - 1994年 - 4位 - 1998年 - 3位 - 2001年 - 9位 - 2003年 - 5位 - 2005年 - 6位 - 2007年 - 予選敗退 |

### インターコンチネンタルカップ
| - 1973年 - 4位 - 1975年 - 3位 - 1977年 - 4位 - 1979年 - 4位 - 1981年 - 予選敗退 - 1983年 - 6位 |  | - 1985年 - 7位 - 1987年 - 7位 - 1989年 - 3位 - 1991年 - 3位 - 1993年 - 4位 - 1995年 - 3位 |  | - 1997年 - 5位 - 1999年 - 予選敗退 - 2002年 - 予選敗退 - 2006年 - 予選敗退 |

### パンアメリカン競技大会
- 1983年 - 準優勝
- 1995年 - 準優勝
- 2007年 - 3位
- 2015年 - 6位

## 代表選手
- 2013 ワールド・ベースボール・クラシック・ニカラグア代表
- 2017 ワールド・ベースボール・クラシック・ニカラグア代表
- 2023 ワールド・ベースボール・クラシック・ニカラグア代表